# Aonach air Chrith
Der Aonach air Chrith ist ein 1.021 m (3.350 ft) hoher, als Munro und Marilyn eingestufter Berg in Schottland. Sein gälischer Name kann in etwa mit Zitternder Grat oder Grat des Zitterns übersetzt werden.  Der Gipfel liegt in der Council Area Highland in den Northwest Highlands in der weitläufigen Berglandschaft zwischen Loch Cluanie und Loch Quoich, etwa 35 Kilometer nordwestlich von Fort William. In der Bergkette der South Glen Shiel Ridge südlich von Glen Shiel in Kintail ist er der höchste von insgesamt sieben Munros. 
Die South Glen Shiel Ridge erstreckt sich über etwa 14 Kilometer südlich des Glen Shiel vom Tal des Allt Mhàlagain, einem Zufluss des River Shiel, bis südlich von Loch Cluanie. Nach Norden wird die Bergkette vom Glen Shiel begrenzt, nach Süden von Glen Quoich, einem durch den Wester Glen Quoich Burn und den Easter Glen Quoich Burn durchflossenen Tal, sowie dem nur durch eine niedrige Wasserscheide getrennten Tal des River Loyne bis zum Beginn von Loch Loyne. Während die Südseite der Bergkette durchgängig steile und abweisende Grashänge aufweist, die nur durch einzelne Wasserläufe unterbrochen werden, ist die Nordseite deutlich mehr von felsigen Strukturen geprägt. Auf dieser Seite weist die Bergkette eine Anzahl nach Norden führender Grate auf, zwischen denen sich große und steile Corries vom Hauptgrat bis fast auf den Talboden erstrecken. Der Aonach air Chrith liegt im östlichen Abschnitt der Bergkette und ist ihr höchster Punkt. Er weist einen markanten, zunächst nach Norden und dann nach Nordosten führenden Grat auf, der als Druim na Ciche bezeichnet wird. Er endet im 830 m (2.723 ft) hohen Vorgipfel A’ Chioch. Westlich an den durch einen  Cairn gekennzeichneten Gipfel des Aonach air Chrith führt der teils sehr schmale und ausgesetzte Grat zum benachbarten, 981 m (3.219 ft) hohen Maol Chinn-dearg, östlich liegt auf dem Grat als nächster Gipfel der 987 m (3.238 ft) hohe Druim Shionnach. Zwischen den Nordgraten des Aonach air Chrith und des Maol Chinn-dearg öffnet sich das Coire nan Eirecheanach nach Norden, an den nach Nordosten abknickenden Grat angelehnt noch das Coire na Doire Duibhe. Östlich des Grats öffnet sich bis zum Druim Shionnach das Coire an t-Slugain.

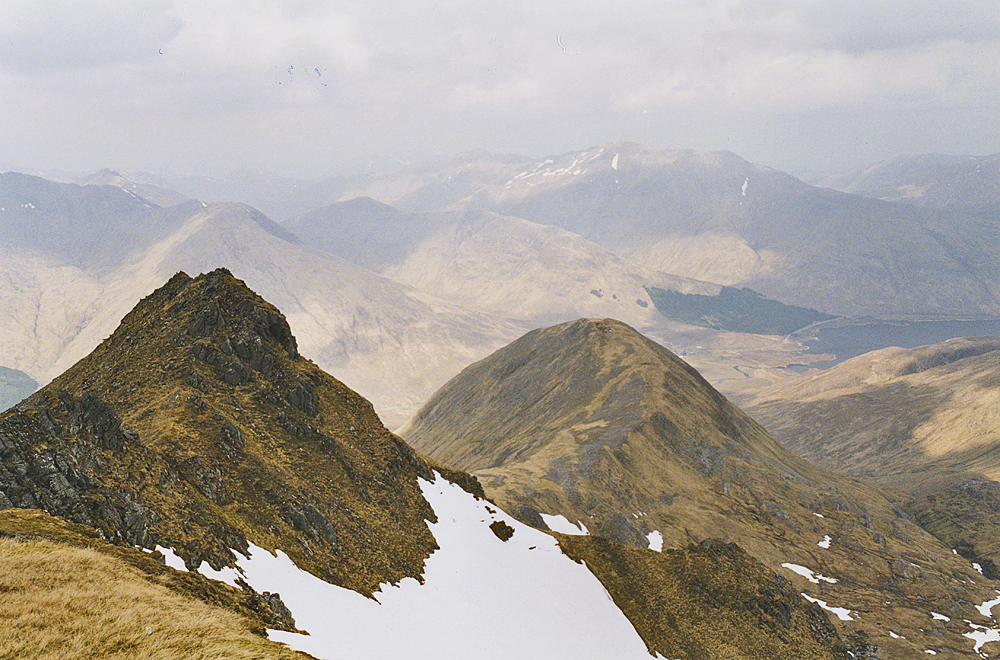
Blick vom Gipfel über den Nordgrat des Aonach air Chrith, in Bildmitte der Vorgipfel A’ Chioch, rechts im Tal Loch Cluanie, darüber der A’ Chràlaig
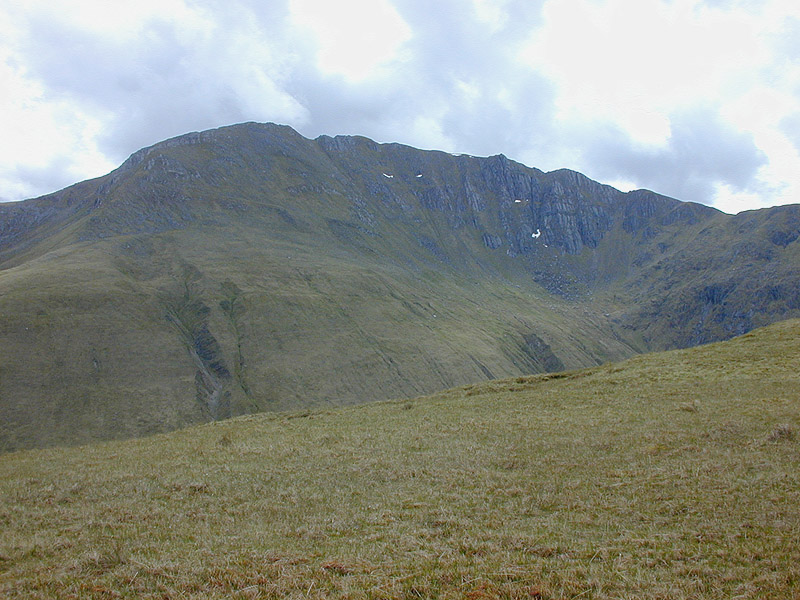
Der Aonach air Chrith von Norden, gesehen vom oberhalb des zwischen den nach Norden führenden Graten des Maol Chinn-dearg und des Aonach air Chrith liegenden Coire nan Eirecheanach
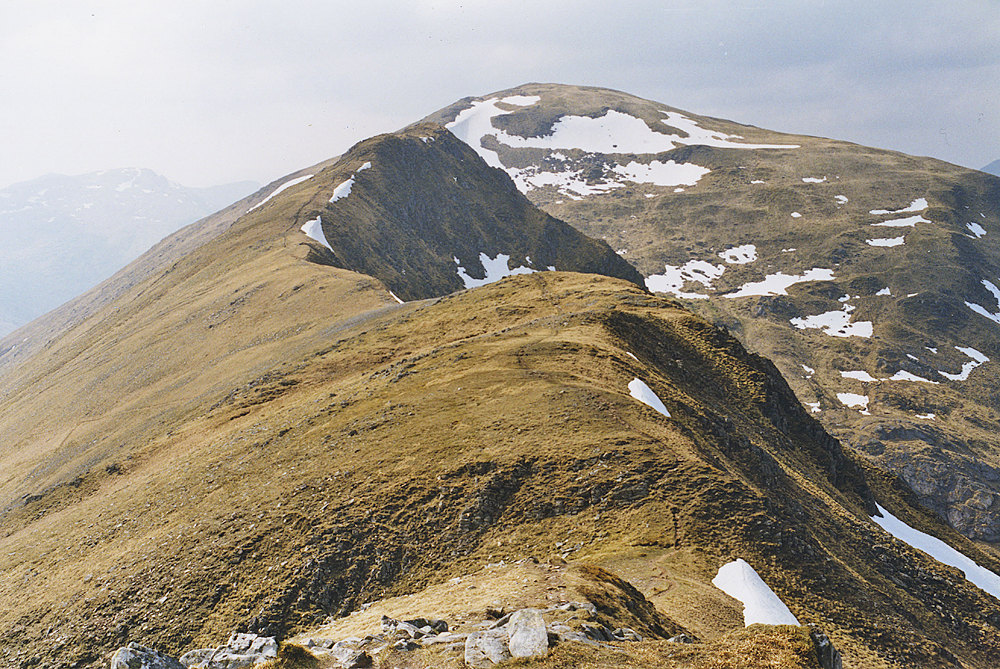
Blick vom Gipfel des Aonach air Chrith über den Grat nach Westen auf den Maol Chinn-dearg
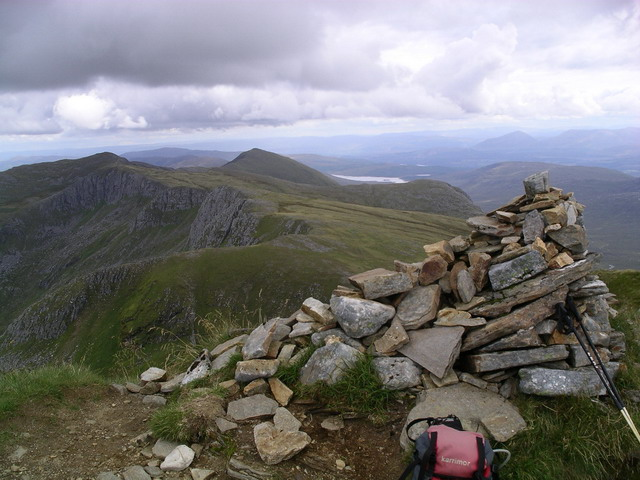
Der Gipfelcairn des Aonach air Chrith, im Hintergrund der Druim Shionnach (links), der Creag a’ Mhaim (Mitte), dahinter Loch Loyne

Eine Besteigung des Aonach air Chrith ist sowohl isoliert als auch im Zuge einer Überschreitung der South Glen Shiel Ridge möglich, letzteres ist die von Munro-Baggern bevorzugte Variante. Die Überschreitung kann sowohl von Westen, beginnend mit dem 918 m (3.012 ft) hohen Creag nan Damh, als auch von Osten, beginnend mit dem 946 m (3.104 ft) hohen Creag a’ Mhaim, unternommen werden. Ausgangspunkt im Osten ist der Cluanie Inn an der A87 am Ostende von Loch Cluanie, im Westen die Malagan Bridge an der A87. Ein direkter Aufstieg vom Cluanie Inn über den Nord- bzw. Nordostgrat ist ebenfalls möglich, erfordert aber einzelne Klettereinlagen. Aus dem Glen Quoich führt ein schmaler Jagdpfad von Süden steil im Zick-zack auf den Grat zwischen Maol Chinn-dearg und Aonach air Chrith, über den der Gipfel ebenfalls erreicht werden kann. 